# Copa del Món de Futbol de 1966 - Grup 4
El Grup 4 de la Copa del Món de Futbol 1966, disputada a Anglaterra, estava compost per quatre equips, que s'enfrontaren entre ells amb un total de 6 partits. Els dos millors classificats passaren a jugar la segona fase, els quarts de final.

## Integrants
El grup 4 està integrat per les seleccions següents:
| Unió Soviètica | Corea del Nord | Itàlia | Xile |
| -------------- | -------------- | ------ | ---- |

## Classificació
| Pos | Equip          | PJ | PG | PE | PP | GF | GC | GR    | Pts | Classificació           |
| --- | -------------- | -- | -- | -- | -- | -- | -- | ----- | --- | ----------------------- |
| 1   | Unió Soviètica | 3  | 3  | 0  | 0  | 6  | 1  | 6,000 | 6   | Avança a la segona fase |
| 2   | Corea del Nord | 3  | 1  | 1  | 1  | 2  | 4  | 0,500 | 3   | Avança a la segona fase |
| 3   | Itàlia         | 3  | 1  | 0  | 2  | 2  | 2  | 1,000 | 2   |                         |
| 4   | Xile           | 3  | 0  | 1  | 2  | 2  | 5  | 0,400 | 1   |                         |

## Partits

### Unió Soviètica vs Corea del Nord
| Unió Soviètica                        | 3–0     | Corea del Nord |
| ------------------------------------- | ------- | -------------- |
| Malofeyev 31', 88' · Banishevskiy 33' | Informe |                |

### Itàlia vs Xile
| Itàlia                   | 2–0     | Xile |
| ------------------------ | ------- | ---- |
| Mazzola 8' · Barison 88' | Informe |      |

### Xile vs Corea del Nord
| Xile            | 1–1     | Corea del Nord    |
| --------------- | ------- | ----------------- |
| Marcos 26' (p.) | Informe | Pak Seung-zin 88' |

### Unió Soviètica vs Itàlia
| Unió Soviètica | 1–0     | Itàlia |
| -------------- | ------- | ------ |
| Chislenko 57'  | Informe |        |

### Corea del Nord vs Itàlia
| Corea del Nord | 1–0     | Itàlia |
| -------------- | ------- | ------ |
| Pak Doo-ik 42' | Informe |        |

### Unió Soviètica vs Xile
| Unió Soviètica    | 2–1     | Xile       |
| ----------------- | ------- | ---------- |
| Porkuyan 28', 85' | Informe | Marcos 32' |